# Aeroporto Internazionale di Freetown-Lungi
L'Aeroporto Internazionale di Freetown-Lungi (IATA: FNA, ICAO: GFLL) è un aeroporto sierraleonese situato a ridosso di Lungi, cittadina costiera del Distretto di Port Loko a nord della città di Freetown, capitale dello stato dell'Africa occidentale.
La struttura, posta ad un'altitudine di 26 m (84 ft) sul livello del mare, è dotata di una pista in asfalto lunga 3 200 m e larga 46 m (10 498 x 150 ft) (la RNW 12), con orientamento 12/30, dotata di impianto di illuminazione ad alta intensità (HIRL) e sistema di assistenza all'atterraggio PAPI.
L'aeroporto è aperto al traffico commerciale.